# Brookbäke (Hunte)
Die Brookbäke ist ein rund zehn Kilometer langer linker Nebenfluss der Hunte auf dem Gebiet der Stadt und Landgemeinde Wildeshausen im niedersächsischen Landkreis Oldenburg.
Der Tieflandbach Brookbäke entspringt zwei Quellströmen in der Ortschaft Düngstrup, einer Bauerschaft der Landgemeinde Wildeshausen. Von Düngstrup fließt die Brookbäke im Wesentlichen in nördlicher Richtung durch die Bauerschaft Lüerte, unterquert die Landesstraße L 873, strömt östlich an der Bauerschaft Bargloy vorbei, unterquert die Kreisstraße 213, passiert die Stadt Wildeshausen am nordwestlichen Stadtrand, und unterquert sodann die Kreisstraße 242 und die Bundesautobahn 1, um in der Flur Der Ort in die Hunte einzumünden.

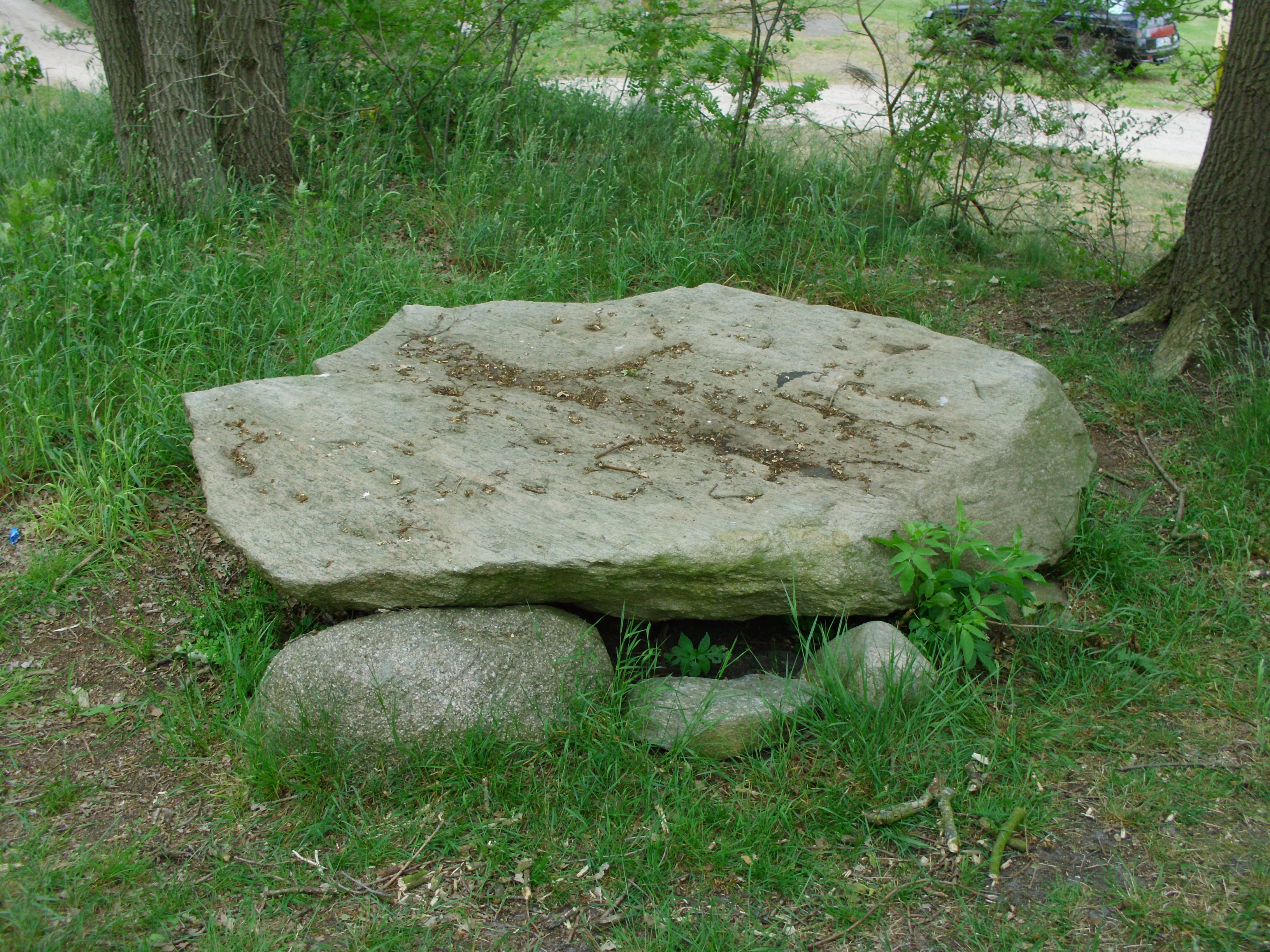
Die Bargloyer Steinkiste an der Brookbäke

 Etwa einen Kilometer nördlich von Bargloy liegen links und rechts der Brookbäke die Überreste mehrerer neolithischer Großsteingräber. Gleichfalls bei Bargloy, am nördlichen Rand des Dorfes, liegt westlich der Brookbäke die Bargloyer Steinkiste. Hierbei handelt es sich um ein kleines Steingrab, das einer Einzelbestattung gedient hatte. Die Bargloyer Steinkiste wird auf die frühe Bronzezeit um 2000 v. Chr. datiert.